# Степове гирло
45°26′33″ пн. ш. 29°15′17″ сх. д. / 45.4425° пн. ш. 29.254722222222° сх. д.
Степове гирло — гирло на півдні України в Одеській області.

## Географія
Степове гирло розташоване на південному заході України, на відстані 600 км на південь від Києва. Воно є частиною басейну ріки Дунай та її притокою.

## Клімат
Клімат гемібореальний. Середня температура 11 °C. Найспекотніший місяць — липень, температура 24°C, найхолодніший — грудень, температура -2°C. Середня кількість опадів становить 683 міліметри на рік. Найвологіший місяць – січень, випало 110 міліметрів опадів, а найсухіший – березень, де випало 19 міліметрів.